# Semioverheid

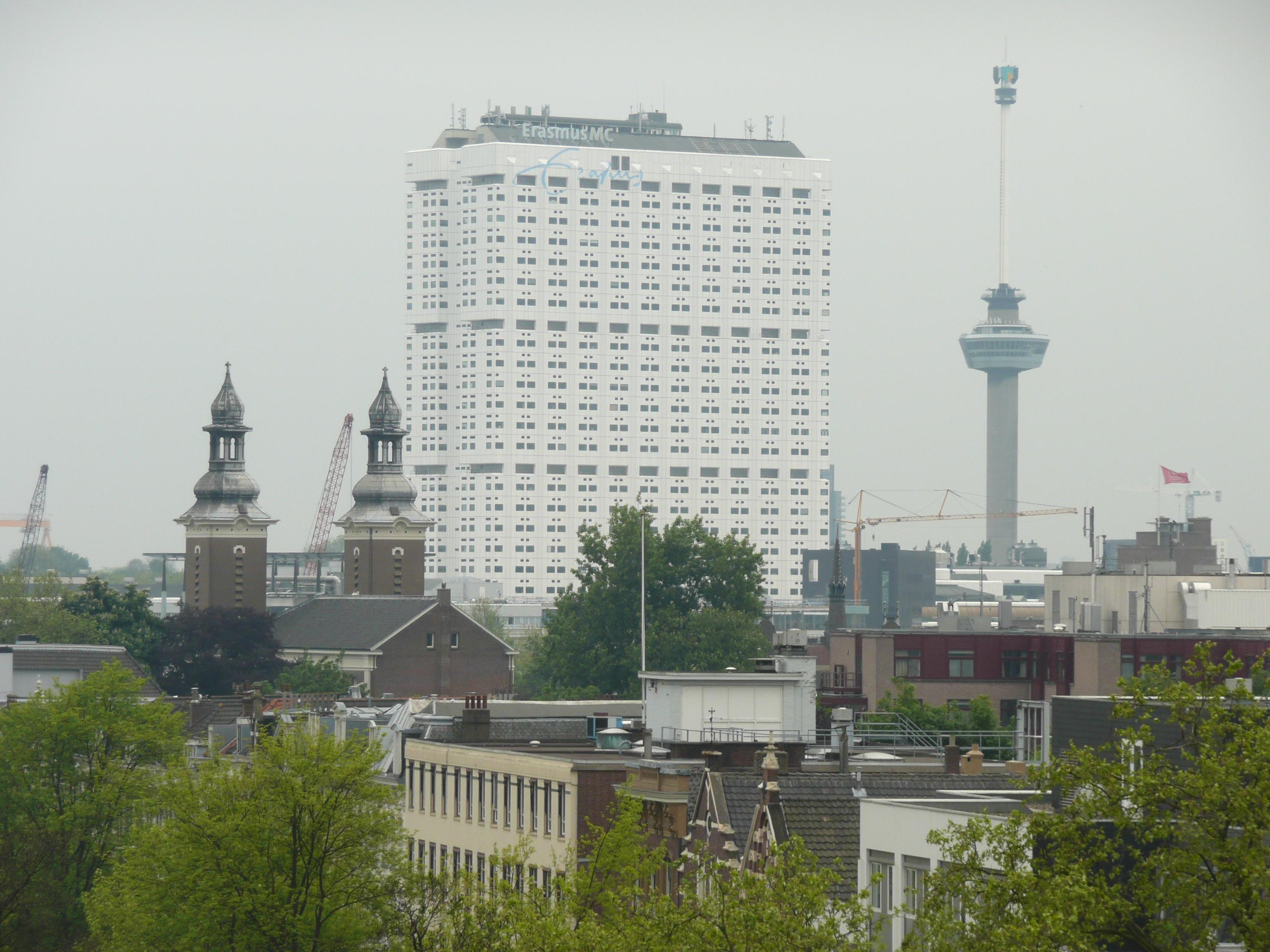
Het Erasmus Medisch Centrum is op twee manieren semioverheid, als onderwijsinstelling en als ziekenhuis.

Semioverheid is een algemene aanduiding die wordt gebruikt voor allerlei soorten organisaties die 'dicht tegen de overheid aan zitten'. Kenmerken van semioverheid zijn dat sprake is van
1. wettelijke taken en het dienen van een uitgesproken publiek belang
2. een (flinke) publieke financiering

Overheidsbedrijven (bedrijven waarvan de overheid eigenaar is) worden alleen onder semioverheid gerangschikt als ze voldoen aan deze kenmerken.
Semioverheidsorganisaties bevinden zich onder andere in de volgende sectoren:
- energie
- openbaar vervoer
- onderwijs
- woningcorporaties
- gezondheidszorg en welzijn
- media

De overheid oefent direct invloed uit op semioverheidsorganisaties doordat zij voorwaarden stelt voor het verkrijgen van overheidsgeld. Deze voorwaarden kunnen zeer gedetailleerd zijn. Indirect heeft de overheid invloed doordat zij in diverse sectoren toezichthouders heeft aangesteld om gewenste maatschappelijke effecten te bereiken.

## Voorbeelden van semioverheid
Openbaarvervoerbedrijven
- Connexxion
- gemeentelijk vervoerbedrijf Amsterdam (GVB)
- Infrabel
- Nederlandse Spoorwegen
- Nationale Maatschappij der Belgische Spoorwegen
- Maatschappij voor het Intercommunaal Vervoer te Brussel

Overige
- Enexis
- Alliander
- ABP
- bpost
- Bank Nederlandse Gemeenten
- Vlaamse Radio- en Televisieomroeporganisatie
- Vlaamse Dienst voor Arbeidsbemiddeling en Beroepsopleiding

Onafhankelijke publieke dienstverlening
- het Juridisch Loket

## Voorbeelden van voormalige semioverheid
- Bouwfonds vroeger Bouwfonds Nederlandse Gemeenten: volledig geprivatiseerd in 2005
- KLM: volledig geprivatiseerd in 1996
- Nationale Investeringsbank (NIB): volledig geprivatiseerd in 2004
- PinkRoccade (voormalig Rijks Computer Centrum): in 2004 overgenomen door Getronics